# 与謝野公園
与謝野公園（よさのこうえん）は、東京都杉並区南荻窪四丁目にある杉並区立の公園である。

## 概要
与謝野鉄幹・晶子夫妻が関東大震災を機に翌1924年に移り住み、晩年を過ごした旧居があった場所に整備された公園で、1982年に南荻窪中央公園として開園した。地元の要望を踏まえ、2010年度に隣地を取得したことを機に与謝野夫妻ゆかりの公園として再整備され、2012年に名称を与謝野公園に改めて再開園した。
公園は、与謝野夫妻の旧居の庭をイメージして整備されており、入口には門柱が立てられ、玄関があった場所に続く通路が設けられている。また、歌人の松平盟子らが選定した夫妻の短歌が記された14基の歌碑が設置され、庭には2人が好んだ樹木が植えられている。

## 沿革
- 1982年（昭和57年）3月20日 - 南荻窪中央公園として開園。
- 2012年（平成24年）4月28日 - 再整備されるとともに与謝野公園に名称変更して再開園。

## アクセス
- JR東日本中央本線、東京メトロ丸ノ内線荻窪駅南口から徒歩12分[4]
- 環状8号線荻窪二丁目交差点を西に進み、100m先を曲がってすぐ。